# Keleberda, Kremenciuk
Keleberda (în ucraineană Келеберда) este o comună în raionul Kremenciuk, regiunea Poltava, Ucraina, formată numai din satul de reședință.

## Demografie
Componența lingvistică a comunei Keleberda
     Ucraineană (87,58%)
     Rusă (12,42%)
Conform recensământului din 2001, majoritatea populației comunei Keleberda era vorbitoare de ucraineană (87,58%), existând în minoritate și vorbitori de rusă (12,42%).